# 리하르트 호니히
리하르트 마르틴 호니히(독일어: Richard Martin Honig, 1890년 1월 3일 ~ 1981년 2월 25일)는 독일의 형법학자이다.

## 생애
1890년 그네젠(Gnesen, 현재의 폴란드 그니에즈노)에서 태어났다. 1925년 괴팅겐 대학교의 형법 교수가 되었다. 1933년 유대인이라는 이유로, 나치당의 정책에 반대한다는 이유로 대학교에서 해고되었다. 같은 해 터키 이스탄불에 새로 설립된 대학교에서 초대를 받아, 터키로 이민을 갔다. 1934년 터키 법학 입문서를 썼다.
1939년 미국으로 이민갔다. 1963년 미국의 대학교에서 은퇴했다. 1954년부터 정기적으로 독일 괴팅겐을 방문해 미국법과 비교법을 가르쳤다. 은퇴 이후에도 계속 방문해 가르쳤다. 1974년 호니히 교수는 괴팅겐에 영구적으로 이주했으며, 1981년 향년 91세를 일기로 사망했다.

## 같이 보기
- 객관적 귀속이론 - 1930년 호니히가 최초로 주장했다. 오늘날 한국 형법학의 다수설이다.